# تشيبلي
تشيبلي (بالإنجليزية: Chipley)‏ هي مدينة أمريكية تقع في ولاية فلوريدا. تبلغ مساحة هذه المدينة 10.7 (كم²)،ويبلغ عدد سكانها 3682 نسمة حسب إحصاء سنة 2010 م 3682.تشير إحصاءات سنة 2000م بأن الكثافة السكانية في هذه المدينة تقدر بـ(336.6) نسمة/كم2 

## أعلام
- أرتيس غيلمور
- أغسطس ماكسويل
- ماري لينا فولك
- بيرت يانسي